# Gnesta bryggeri

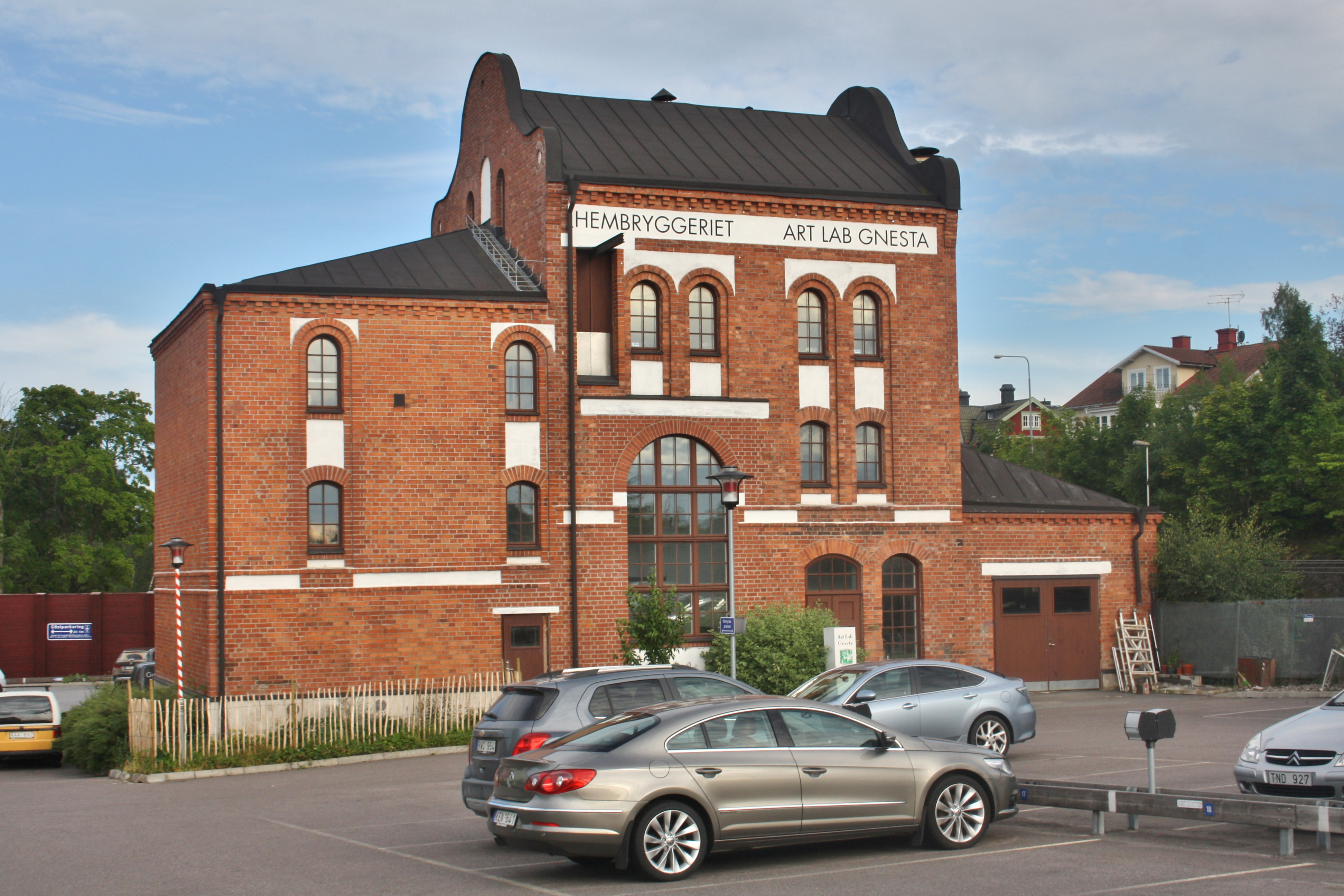
Gnesta bryggeri under 2016

Gnesta bryggeri är ett numera nedlagt ölbryggeri från slutet av 1800-talet i Gnesta.

## Historia
De sista decenierna av 1800-talet bedrev Frithjof Liljefors, kusin till konstnären Bruno Liljefors, bryggeriverksamhet i Gnesta. Den första bryggeribyggnaden skall ha varit en enplans träbyggnad under papptak. Huset låg norr om nuvarande bryggeribyggnad. 
Vid sekelskiftet övertogs rörelsen av Otto Berggren och verksamheten expanderade. År 1903 uppfördes en ny bryggeribyggnad i tre våningar utförd i tegel med för tiden svängda jugend-barock gavlar och blinderingspartier. Arkitekt var ingenjör Arvid Ahrnborg, Stockholm.
Området var vid sekelskiftet 1900 bebyggt med åtskilliga byggnader, bland annat den 2006 rivna disponentvillan. Den äldre bryggeribyggnaden behölls när Ahrnborgs byggnad uppfördes men konverterades till svagdricksproduktionslokal. 
År 1952 såldes bryggeriet och blev en del av det nya AB Wårby Bryggerier. Wårby var inget ölbryggeri varvid Gnesta och Wårbybrunn gemensamt blev stommen i det nya bryggeriet. Vid denna tid tillbyggdes Ahrnborgs bryggeriebyggnad med en liten smäcker byggnadskropp i öster inrymmande ytterligare ett bryggkar.
År 1957 beslutade Wårby utöka verksamheten i Gnesta. År 1958 tillbyggdes Ahrnborgs bryggeribyggnad ytterligare i öster med en för tiden modern enplans byggnad i lättbetong och tegel. Inom områdets västra del uppfördes stora lager- och produktionslokaler. 
Redan 1963, fem år efter utökningen av verksamheten valde Kooperativa Förbundet att lägga ned produktionen i Gnesta. Företaget koncentrerade verksamheten till nya lokaler i Wårby. 
Bryggeribyggnaderna hyrdes därefter ut till olika verksamheter men ägandet behölls av Wårby. 1989 sålde KF Wårby bryggerier till Spendrups varvid Gnesta bryggeri följde med i köpet. Först 1992 avslutades Gnestas bryggerihistoria med att Spendrups valde att sälja fastigheten till ett fastighetsbolag, KB Bryggeriudden. Kommanditbolaget sålde fastigheten till byggbolaget Peab 2005. 

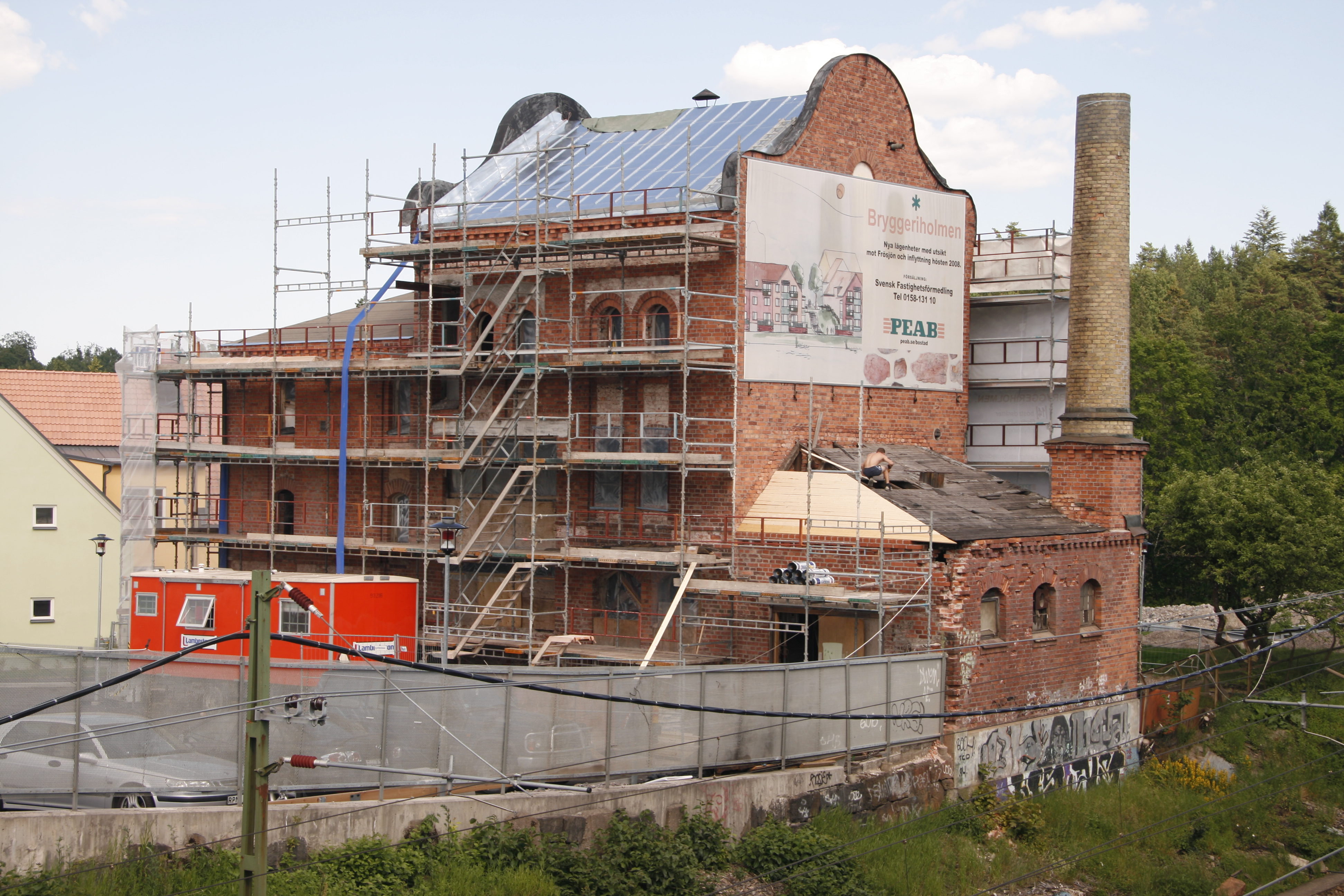
Gnesta bryggeri under den yttre renoveringen 2009.

År 2004 föreslogs bryggeriet klassas som byggnadsminne såsom en viktig representant för 1900-talets bryggeriarkitektur. 2009 renoveras bryggeriets fasad och tak med medel från länsstyrelsen.